# Copidosoma clavatum
Copidosoma clavatum är en stekelart som beskrevs av Svetlana N. Myartseva 1982. Copidosoma clavatum ingår i släktet Copidosoma och familjen sköldlussteklar.
Artens utbredningsområde är Turkmenistan. Inga underarter finns listade i Catalogue of Life.